# Dương Hoàng Yến
Dương Hoàng Yến (sinh ngày 15 tháng 6 năm 1991) là một nữ ca sĩ kiêm giảng viên thanh nhạc người Việt Nam. Cô được biết đến khi sở hữu chất giọng soprano.

## Gia đình
Dương Hoàng Yến sinh ra và lớn lên tại Hà Nội. Gia đình cô không có ai theo ngành nghệ thuật nhưng với năng khiếu của mình, gia đình đã tạo điều kiện cho cô tham gia sinh hoạt ở Cung văn hóa thiếu nhi rồi sau đó là các trung tâm nghệ thuật từ nhỏ.

## Sự nghiệp
Tên tuổi của Dương Hoàng Yến bắt đầu được công chúng biết đến kể từ cuộc thi Sao Mai Điểm Hẹn năm 2008 với giải triển vọng, khi đó cô mới 17 tuổi. Năm 2009, Hoàng Yến thi đỗ thủ khoa vào khoa Thanh nhạc của Trường Cao đẳng Nghệ thuật Hà Nội.
Năm 2010, Yến được mời tham gia vào chương trình Nhi Đồng thế giới tại Thụy Điển. Yến 2 lần được mời sang Thụy Điển và 3 lần được cộng đồng người Việt ở Hàn Quốc mời tham gia các chương trình giao lưu nghệ thuật. Thời gian gần đây, Hoàng Yến còn được biết đến nhiều thông qua các ca khúc nhạc phim được chiếu vào giờ vàng của VTV như Xuân Diệu Kỳ (Xuân Tân Mão), Xin thề anh nói thật, Phía cuối cầu vồng, Lời thú nhận của Eva, Những công dân tập thể, Hôn nhân trong ngõ hẹp,...
Tháng 6/2011, Hoàng Yến ra MV đầu tay Em vẫn nhớ, đến tháng 8/2011 ra tiếp MV Lời thú nhận của Eva (Nhạc phim cùng tên)
Tháng 9/2011, Hoàng Yến thực hiện một bộ sưu tập Hoàng Yến Collection 2011 như một kỷ niệm về 3 năm ca hát, CD này theo Hoàng Yến tham gia chương trình Trung Thu tại Hàn Quốc và làm quà lưu niệm cho bà con kiều bào tại Hàn Quốc. Hoàng Yến ra Album đầu tay vào cuối năm 2011.
Cô đã tốt nghiệp Thủ khoa Thanh nhạc trường Cao đẳng Nghệ thuật Hà Nội với số điểm cao nhất và được giữ lại làm giảng viên tại trường. Gương mặt xinh, nụ cười duyên cùng giọng hát có lửa, Hoàng Yến cô ca sĩ ít tuổi nhất Sao mai điểm hẹn 2008 đã để lại nhiều ấn tượng đối với khán giả và hội đồng nghệ thuật.
Năm 2013, Dương Hoàng Yến trở lại với khán giả trong cuộc thi Giọng Hát Việt và trở thành một hiện tượng của chương trình, đồng thời là ứng cử viên sáng giá cho ngôi vị quán quân. Tuy nhiên cô đã phải dừng bước ở top 3 do Huấn luyện viên Mỹ Linh quyết định loại cô để giành quyền đi tiếp cho Thái Quang.
Cũng trong năm 2013, cô lồng tiếng ca khúc Let It Go của nhân vật Elsa trong Nữ hoàng băng giá và nhận được nhiều phản hồi tích cực.
Năm 2014, cô tham gia chương trình Cặp Đôi Hoàn Hảo mùa ba và giành ngôi vị quán quân cùng NTK Hà Duy.
Năm 2015, cô cùng Uyên Linh, Văn Mai Hương tham gia liveshow In The Spotlight của danh ca đã giành giải Grammy Peabo Bryson , tổ chức tại Hà Nội và có màn song ca cùng ông với ca khúc A Whole New World nổi tiếng. Ngay sau chương trình cô đã nhận được lời mời cộng tác của nhà sản xuất âm nhạc cho Peabo Bryson - Dwight Watkins.
Trong năm 2016, cô thực hiện album âm nhạc đầu tay, kết hợp cùng nhạc sĩ trẻ Khắc Hưng, với single đầu tiên "Người Đứng Xem", sáng tác bởi Mew Amazing.
Năm 2017 là một năm Dương Hoàng Yến có nhiều bước tiến trong sự nghiệp. Tháng 5/2017, cô vinh dự là người tiếp bước các đàn anh, đàn chị được mời tham gia Asia Song Festival, tổ chức tại Seoul, Hàn Quốc. Tháng 10/2017, Dương Hoàng Yến là một trong 3 giám khảo của cuộc thi Vietnam's Talent Tour – Hành trình tìm kiếm tài năng Việt Nam 2017 do kênh truyền hình YourTV tổ chức. Tháng 11/2017, cô tham gia chương trình Sao đại chiến (Celebrity Battle) phiên bản Việt mùa đầu tiên trên VTV3, cùng đội với nhạc sĩ Dương Cầm và giành ngôi Á quân. Cũng trong tháng 11, bộ phim ngắn Olaf's Frozen Adventure do Walt Disney Animation Studios sản xuất tiếp tục chọn cô làm người lồng tiếng cho ca khúc chủ đề của phim sau thành công của phiên bản Let It Go trong phần phim Nữ hoàng băng giá.
Năm 2019 đánh dấu bước tiến lớn trong sự nghiệp của cô khi cô liên tiếp có 2 bản Hit là "Không Phải Em Đúng Không?" và "Tình Cũ Bao Giờ Cũng Tốt Hơn", bên cạnh đó cô còn lấn sân sang diễn viên khi đóng vai Thị Kiều trong phim điện ảnh Pháp Sư Mù của đạo diễn, diễn viên Huỳnh Lập.
Năm 2020, Dương Hoàng Yến và diễn viên/MC Thu Hoài giành giải Quán quân gameshow Trời Sinh Một Cặp. Cũng trong năm 2020 cô tham gia chương trình truyền hình thực tế Sao nhập ngũ của Đài truyền hình Quốc Phòng Việt Nam và trở thành một trong những người chơi được yên mến nhất.
Năm 2021, cô ra mắt sản phẩm âm nhạc "Xe anh đến đâu, em theo đến đó" hợp tác cùng Đạt G lấy cảm hứng từ chương trình Sao nhập ngũ với các thành viên Hậu Hoàng, Nam Thư, Mũi trưởng Long đã nhận được sự quan tâm và đồng cảm từ khán giả.
Năm 2022, Dương Hoàng Yến quyết định nam tiến để tạo bước mới trong sự nghiệp âm nhạc.
Năm 2023, cô tham gia chương trình La Cà Hát Ca tại quê nội Bắc Ninh và có màn song ca với Jun Phạm ca khúc "Thương nhau lý tơ hồng". Cùng năm cô tham gia Ca sĩ mặt nạ mùa 2 với mascot Nàng Tiên Hoa.
Năm 2024, cô ra mắt MV "Bớt diễn đi anh", kết hợp Khắc Việt ra mắt MV "Ta yêu nhau như đất nước". Cũng trong năm 2024 cô tham gia chương trình truyền hình thực tế Chị đẹp đạp gió rẽ sóng (mùa 2). và lọt vào đội hình nhóm nhạc "Hoa đạp gió" sau chương trình.

## Giọng hát
- Loại giọng: Light Lirico Soprano (Nữ cao trữ tình sáng mảnh)
- Quãng giọng: Eb3 ~ G5 ~ F#6 (3 quãng tám và 1 note và 1 bán âm)
- Consist range: A3/Bb3 ~ C5 ~ G#5/A5

## Bảng thành tích
- 2 giải nhất đàn và hát với Casio toàn miền Bắc năm 2004 và 2005.
- Huy chương vàng đàn và hát với dân ca năm 2005
- Giải nhất Tuổi đời mênh mông năm 2007.
- Huy chương vàng Giai điệu tuổi hồng toàn quốc năm 2007.
- Một trong 10 sinh viên tiêu biểu xuất sắc trong học tập và làm theo tấm gương đạo đức Hồ Chí Minh 2010[5] do Trung ương Đoàn trao tặng.
- Top 12 Giọng Hát Việt mùa hai (2013).
- Giải Ca sĩ thể hiện hiệu quả trong liveshow Bài hát Việt tháng 4/2014
- Quán quân Cặp Đôi Hoàn Hảo[6] mùa thứ 3 cùng Nhà thiết kế Hà Duy[7].
- Á quân Sao Đại Chiến mùa đầu tiên cùng nhạc sĩ Dương Cầm[8]
- Quán quân Trời Sinh Một Cặp mùa 4 cùng MC Thu Hoài[9]
- Thành đoàn đội hình nhóm nhạc "hoa đạp gió" Chị Đẹp Đạp Gió Rẽ Sóng 2024[10]